# رايموند إل. وايت
رايموند إل. وايت (بالإنجليزية: Raymond L. White) هو عالم وراثة أمريكي، ولد في 23 أكتوبر 1943 في أورلاندو في الولايات المتحدة، وتوفي في أكتوبر 2018.